# Chioneigia
Chondrolepis là một chi bướm ngày thuộc họ Bướm nâu.